# Гросс, Георг Август
Георг Август Гросс (нем. Georg August Groß; 28 сентября 1801, Кёнигсберг — 1853, Гамбург) — немецкий скрипач, пианист, музыкальный журналист, педагог и композитор. Брат Иоганна Беньямина Гросса.
Учился в Эльбинге у Кристиана Урбана. С 1820 г. первая скрипка в городском театре в Мемеле. В 1830 г. совершил концертные гастроли как солист. В 1831—1833 гг. работал в Любеке, затем в Хильдесхайме, где женился на Терезе Листе (1810—1846), происходившей из хильдесхаймской музыкальной династии (правнучке органиста и композитора Антона Листе).
В 1837 году обосновался в Гамбурге, где до 1839 года издавал «Гамбургскую музыкальную газету» (нем. Hamburger musikalische Zeitung, вышло 52 номера). В середине 1840-х гг. возглавлял Гамбургское общество народной песни, по заказу которого был построен концертный зал Тонхалле. Как педагог был одним из первых учителей Луизы Яфа.
Автор вокальных и хоровых сочинений, инструментальная часть композиторского наследия Гросса осталась неизданной.